# Aleksandr Skworcow (wojskowy)
Aleksandr Gawriłowicz Skworcow, ros. Скворцов Александр Гаврилович (ur. w 1903 w Kijowie, zm. wiosną 1945 w Słowenii) – rosyjski wojskowy, oficer Rosyjskiego Korpusu Ochronnego, a następnie Ochotniczego Pułku SS "Wariag" podczas II wojny światowej.
Ukończył gimnazjum w Kijowie. Brał udział w I wojnie światowej. Służył w oddziale gwardii. Po rewolucji październikowej 1917 r., powrócił do Kijowa. Na początku 1918 r. wstąpił do wojsk Białych gen. Antona I. Denikina. Służył w oddziale karabinów maszynowych lejbgwardii Pułku Kawalerii. W połowie listopada 1920 r. wraz z resztą wojsk Białych został ewakuowany z Krymu do Gallipoli. Na emigracji zamieszkał w Królestwie SHS. Ukończył studia na Wydziale Technicznym Uniwersytetu w Belgradzie. Po zajęciu Jugosławii przez wojska niemieckie w kwietniu 1941 r., wstąpił do nowo formowanego Rosyjskiego Korpusu Ochronnego. W I połowie 1942 r. przeszedł do tworzonego w Belgradzie Ochotniczego Pułku SS "Wariag". Mianowano go kapitanem. Na początku 1945 r., podczas odwrotu pułku w stronę Włoch, został schwytany przez jugosłowiańskich partyzantów komunistycznych i rozstrzelany.